# Santia hofsteni
Santia hofsteni är en kräftdjursart som först beskrevs av Nordenstam 1933.  Santia hofsteni ingår i släktet Santia och familjen Santiidae. Inga underarter finns listade i Catalogue of Life.